# 太平府 (安徽省)

太平府在安徽省的位置（1820年）

太平府，是明清两代的一个府，位于长江下游南岸，辖区大致相当于今日安徽省的马鞍山市及芜湖市的长江东南岸辖境。
春秋時代此地湖泊草丛中鳩鸟众多，被吴国命名为鸠兹，流经此地的长江一段，亦由此别名鸠江。元朝时，为太平路。元末龙凤元年（乙未年，1355年）六月，朱元璋政权改之为府。太平府在明代属于南直隶，下辖3个县：当涂县（首县）、芜湖县、繁昌县。
清代江南省分立，江苏、安徽各分行省后，太平府与安徽省的宁国府、池州府及江苏省江宁府相邻，与安徽省庐州府及和州直隶州隔长江相望。清代太平府：隸徽寧池太廣道。長江水師提督駐。領縣三：當塗縣、蕪湖縣、繁昌縣。1912年（民国元年），撤废太平府。

### 引用
1. ↑  .   [2015-04-07]. （原始内容存档于2011-09-08）.
2. ↑  《清史稿》卷五十九　志三十四／地理六／安徽／太平府

## 外部連結
[在维基数据编辑]
 《欽定古今圖書集成·方輿彙編·職方典·太平府部》，出自陈梦雷《古今圖書集成》